# Oskar Luts
Oskar Luts  (7 de janeiro de 1887 [E.A. 26 de dezembro de 1886] – 23 de março de 1953) foi um escritor estoniano conhecido por suas obras de ficção, poesia, peças de teatro e roteiros. Ele nasceu em Jõgeva, na Estônia, e passou a maior parte de sua vida em Tartu. Luts começou sua carreira literária em 1912 e, ao longo dos anos, publicou várias obras que se tornaram populares entre o público estoniano.
Em 1936 Luts começou a morar em sua casa na rua Riia em Tartu. Esta casa foi transformada em um museu em 1964.

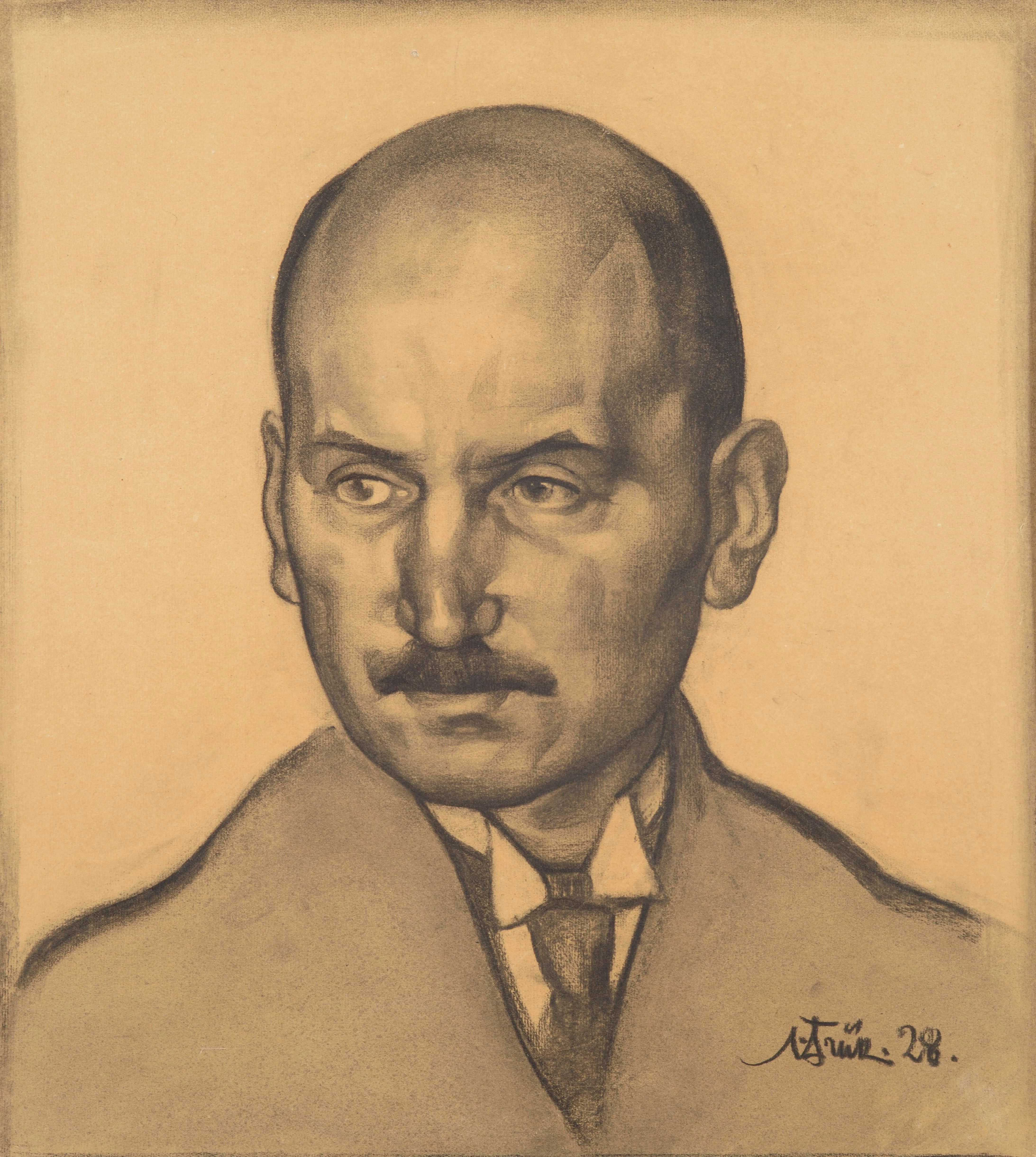
Retrato por Nikolai Triik (1928).

A obra mais conhecida de Luts é Kevade (Primavera), um romance que conta a história de um grupo de alunos de uma escola rural da Estônia no início do século XX. A obra foi adaptada para o cinema, televisão e teatro várias vezes, e é considerada um clássico da literatura estoniana.
Luts também escreveu obras que refletiam a realidade social e política da Estônia em sua época, incluindo Suvi (Verão) e Sügis (Outono), que completam a trilogia de Kevade. Ele também escreveu sobre a história da Estônia e a luta pela independência do país, como em Paunvere pojad ("Os Filhos de Paunvere").
Além de sua carreira literária, Luts também foi ator e diretor de teatro. Ele fundou um teatro em Tartu e dirigiu várias produções de suas próprias obras.
Oskar Luts é lembrado como um dos maiores escritores estonianos do século XX e sua obra continua a ser popular na Estônia nos dias atuais.